# 拉尚
拉尚（法語：Lachamp，法語發音：[laʃɑ̃]）是法国洛泽尔省的一个市镇，属于芒德区。2019年，拉尚与市镇里贝讷合并为新市镇拉尚-里贝讷。

## 地理
拉尚（44°36'41"N, 3°22'14"E）面积25.89 平方千米，位于法国奧克西塔尼大區洛泽尔省，该省份为法国南部内陆省份，北起上盧瓦爾省和康塔爾省，西接阿韦龙省，南至加尔省，东临阿尔代什省。
与拉尚接壤的市镇（或旧市镇、城区）包括：里贝讷、里约托尔德朗东、塞尔维耶尔、加布里亚斯、蒙罗达、圣莱热德佩尔、雷库莱德菲马、蒙德朗东。
拉尚的时区为UTC+01:00、UTC+02:00（夏令时）。

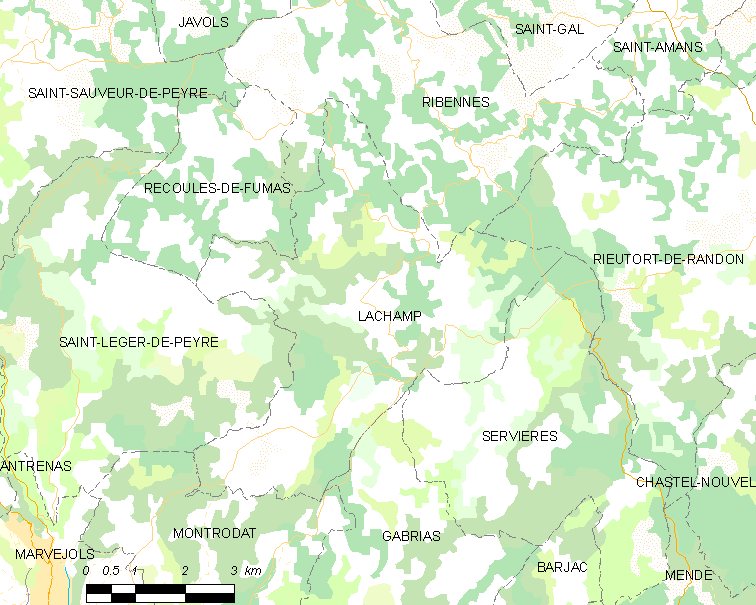
拉尚的OSM定位图

## 行政
拉尚的邮政编码为48100，INSEE市镇编码为48078。

## 政治
拉尚所属的省级选区为马尔沃若勒县。

## 人口

1962-2008年间拉尚人口变化图示

拉尚于2018年1月1日时的人口数量为175人。